# Женерак (Гар)
Женерак (фр. Générac) насеље је и општина у јужној Француској у региону Лангдок-Русијон, у департману Гар која припада префектури Ним.
По подацима из 2011. године у општини је живело 3983 становника, а густина насељености је износила 164,18 становника/km². Општина се простире на површини од 24,26 km². Налази се на средњој надморској висини од 82 метара (максималној 144 m, а минималној 29 m).

## Демографија
| 1962. | 1968. | 1975. | 1982. | 1990. | 1999. | 2011. |
| ----- | ----- | ----- | ----- | ----- | ----- | ----- |
| 1.650 | 1.682 | 1.764 | 2.113 | 2.925 | 3.223 | 3.983 |

График промене броја становника у току последњих година